# New Brighton AFC
New Brighton Athletic Football Club var en engelsk fotbollsklubb verksam mellan 1895 och 1981.
De spelade i The Football League från 1923 till 1951 då de blev utröstade. Klubben största framgångar var att man vid tre tillfällen lyckats ta sig till FA-cupens fjärde omgång.